# Universität für künstlerische und industrielle Gestaltung Linz
Die Universität ist eine künstlerische Universität in der oberösterreichischen Landeshauptstadt Linz. Der gesetzliche Name lautet Universität für künstlerische und industrielle Gestaltung Linz, die Universität nennt sich selbst Kunstuniversität Linz.

## Geschichte
1947 wurde die Kunstschule der Stadt Linz als Signal zur Abgrenzung von der vorangegangenen Kunstpolitik während der Zeit des Nationalsozialismus und explizit als geistiger und praktischer Ort der Anknüpfung an die Bauhaus-Ideen der 1920er- und 1930er-Jahre gegründet. 1973 erfolgte die Erhebung zur Hochschule, im Jahr 2000 in den Universitätsrang.

## Lage und Baugeschichte

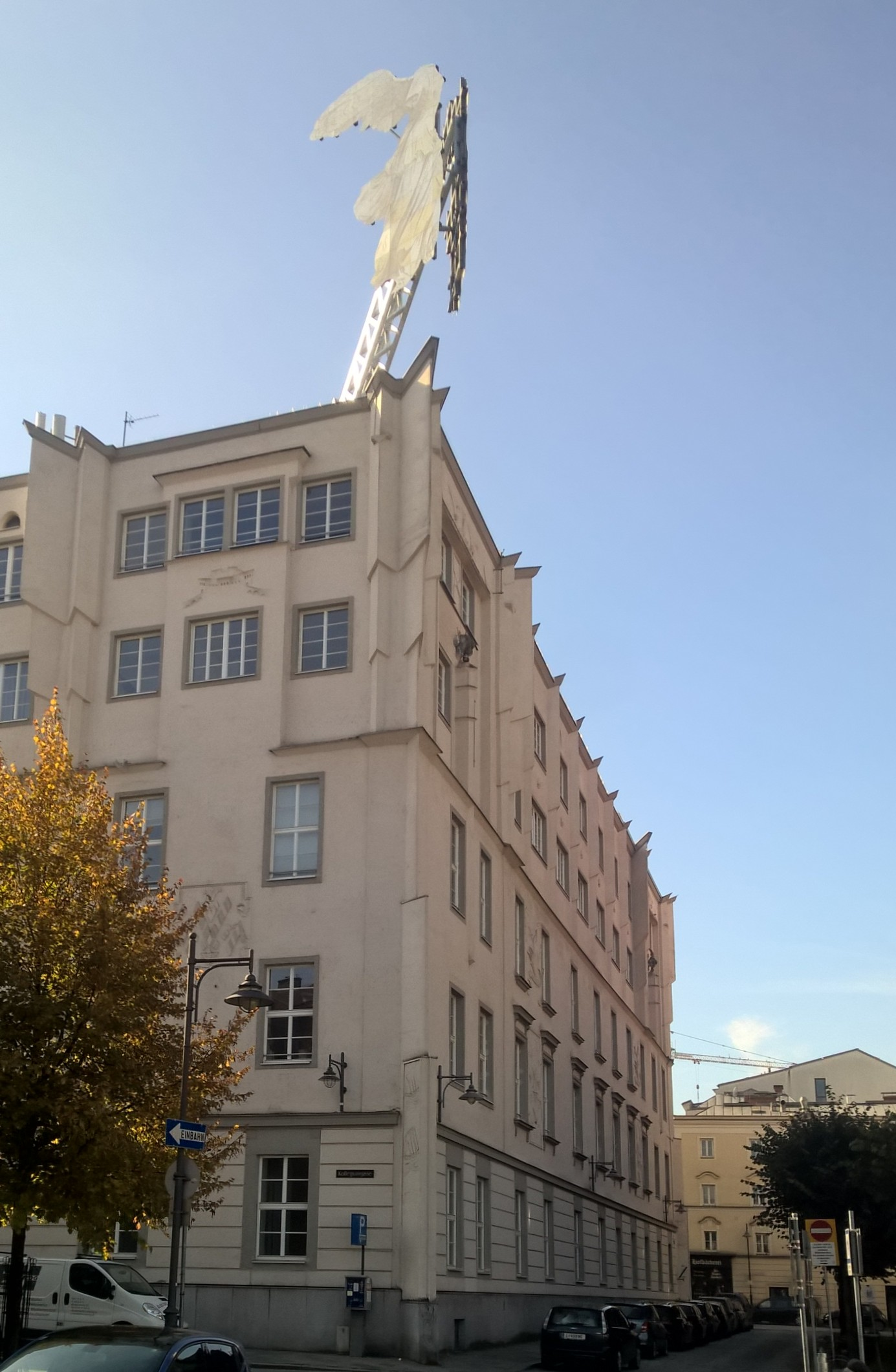
„Nike“ von Haus-Rucker-Co am Alten Postgebäude (2016)

Die Kunstuniversität ist am Hauptplatz in den Brückenkopfgebäuden Süd der Nibelungenbrücke untergebracht. Diese wurden in der Zeit des Nationalsozialismus geplant und errichtet, dienten zuvor als Finanz(amt)gebäude West und Ost, in diesem waren noch 1965 die einzigen Paternosterlifte Oberösterreichs. Mit der teilweisen Aufhebung des Denkmalschutzes (aus 2008) Ende 2013 konnten das Innere der 4. Obergeschoße umgebaut und die Dachgeschoße durch einen Glasaufbau ersetzt werden, gemäß den Planungen des Architekten Adolf Krischanitz. Den Kunst-am-Bau Wettbewerb für die Kunstuniversität konnte im Dezember 2015 die Künstlerin Karin Sander für sich entscheiden. Ihr Transzendenzaufzug, ein Hybrid aus gläsernem Kunstobjekt und Lastenaufzug, durchstößt das Dach des linken Brückenkopfgebäudes und wird zum gläsernen Aussichtsturm. 2023 wurde an der Fassaden der beiden Brückenkopfgebäude die senkrechten Schriftzüge Kunstuniversität Linz bzw. University of Arts Linz in der Schriftart Linz Sans aufgebracht.

### Standorte
- Linz: Hauptplatz 6, Hauptplatz 8, Domgasse 1, Tabakfabrik Linz
- Wien: ifk Internationales Forschungszentrum Kulturwissenschaften | Kunstuniversität Linz in Wien

## Leiter
Kunstschule Linz (1947 bis 1973)
- 1947–1949 Karl Hauk
- 1949–1959 Herbert Dimmel
- 1959–1973 Alfons Ortner

Kunsthochschule für Gestaltung (1973 bis 2000)
- 1973–1977 Alfons Ortner
- 1977–1981 Helmuth Gsöllpointner
- 1981–1989 Hannes Haybäck
- 1989–1991 Friedrich Goffitzer
- 1991–2000 Wolfgang Stifter

Universität für künstlerische und industrielle Gestaltung
- 2000–2019 Reinhard Kannonier
- seit Oktober 2019 Brigitte Hütter[11]

## Universitätsrat
In der Funktionsperiode 2023 bis 2028 setzt sich der Universitätsrat wie folgt zusammen: Andrea B. Braidt (Vorsitzende), Claus Spruzina (Stellvertretender Vorsitzender), Andrea van der Straeten, Julia Warmers, Florian Hagenauer, Barbara Glück und Gabriele Gramelsberger.

## Bekannte Hochschullehrer
→ Kategorie: Hochschullehrer an der Kunstuniversität Linz

## Bekannte Absolventen
→ Kategorie: namhafte Absolventen der Kunstuniversität Linz

## Ehrenmitglieder
- 2022: Valie Export[12][13]
- 2022: Helmuth Gsöllpointner[14]